# Maurizio Guglielmo di Sassonia-Zeitz
Maurizio Guglielmo di Sassonia-Zeitz (Zeitz, 12 marzo 1664 – Weida, 15 novembre 1718), duca di Sassonia-Zeitz dal 1681 al 1718.

## Biografia
È nato nel Castello Moritzburg a Zeitz da Maurizio, duca di Sassonia-Zeitz, e dalla sua seconda moglie Dorotea Maria di Sassonia-Weimar, figlia di Guglielmo di Sassonia-Weimar. Suo padre ebbe due figli dalla sua prima moglie, ma essi morirono molto prima della sua nascita.
Maurizio Guglielmo successe suo padre come duca di Sassonia-Zeitz quando quest'ultimo morì il 4 dicembre 1681. Nel 1699 concesse le città di Pegau e di Neustadt b.Coburg al fratello minore Federico Enrico come appannaggio.
Nel 1717 si convertì dal calvinismo al cattolicesimo, anche grazie al proprio fratello Cristiano Augusto di Sassonia-Zeitz, allora arcivescovo e primate d'Ungheria. Spostò la sede del ducato a Weida e dopo spostò la residenza reale al Castello Osterburg, dove trovò la morte il 15 novembre 1718. Alla sua morte non fu il fratello a succedergli (perché ecclesiastico) nel Ducato che anzi ebbe la sua fine rientrando i suoi territori nell'Elettorato di Sassonia perché anche l'unico nipote Maurizio Adolfo Carlo di Sassonia-Zeitz-Neustadt (figlio di Federico Enrico) divenne nel 1716 anch'egli un chierico (e poi vescovo cattolico in Boemia).

## Discendenza
Maurizio Guglielmo era sposato con Maria Amalia di Brandeburgo, dalla quale ebbe 5 figli:
- Federico Guglielmo (1690-1690)
- Dorotea Guglielmina (1691-1743)
- Carolina Amalia (1693-1694)
- Sofia Carlotta (1695-1695)
- Federico Augusto (1700-1710)

## Ascendenza
|                                                  |                                         |                                               | Genitori                                           |  |  | Nonni |  |  | Bisnonni                                      |  |  | Trisnonni                                   |  |
|                                                  |                                         |                                               |                                                    |  |  |       |  |  | 8. Christian I, principe elettore di Sassonia |  |  | 16. August I, principe elettore di Sassonia |  |
|                                                  |                                         |                                               |                                                    |  |  |       |  |  | 8. Christian I, principe elettore di Sassonia |  |  | 16. August I, principe elettore di Sassonia |  |
|                                                  |                                         | 17. Anna af Danmark                           |                                                    |  |  |       |  |  | 8. Christian I, principe elettore di Sassonia |  |  |                                             |  |
| 4. Johann Georg I, principe elettore di Sassonia |                                         |                                               |                                                    |  |  |       |  |  | 8. Christian I, principe elettore di Sassonia |  |  |                                             |  |
|                                                  |                                         | 9. Sophie von Brandenburg                     | 18. Johann Georg, principe elettore di Brandeburgo |  |  |       |  |  |                                               |  |  |                                             |  |
|                                                  |                                         | 9. Sophie von Brandenburg                     | 18. Johann Georg, principe elettore di Brandeburgo |  |  |       |  |  |                                               |  |  |                                             |  |
|                                                  |                                         | 9. Sophie von Brandenburg                     | 19. Sabina von Brandenburg-Ansbach                 |  |  |       |  |  |                                               |  |  |                                             |  |
| 2. Moritz, duca di Sassonia-Zeitz                |                                         | 9. Sophie von Brandenburg                     |                                                    |  |  |       |  |  |                                               |  |  |                                             |  |
|                                                  |                                         | 10. Albrecht Friedrich, duca di Prussia       | 20. Albrecht I, duca di Prussia                    |  |  |       |  |  |                                               |  |  |                                             |  |
|                                                  |                                         | 10. Albrecht Friedrich, duca di Prussia       | 20. Albrecht I, duca di Prussia                    |  |  |       |  |  |                                               |  |  |                                             |  |
|                                                  |                                         | 10. Albrecht Friedrich, duca di Prussia       | 21. Anna Maria von Braunschweig-Lüneburg           |  |  |       |  |  |                                               |  |  |                                             |  |
| 5. Magdalena Sibylle von Preußen                 |                                         | 10. Albrecht Friedrich, duca di Prussia       |                                                    |  |  |       |  |  |                                               |  |  |                                             |  |
|                                                  |                                         | 11. Marie Eleonore von Jülich-Kleve-Berg      | 22. Wilhelm, duca di Jülich-Kleve-Berg             |  |  |       |  |  |                                               |  |  |                                             |  |
|                                                  |                                         | 11. Marie Eleonore von Jülich-Kleve-Berg      | 22. Wilhelm, duca di Jülich-Kleve-Berg             |  |  |       |  |  |                                               |  |  |                                             |  |
|                                                  |                                         | 11. Marie Eleonore von Jülich-Kleve-Berg      | 23. Maria von Österreich                           |  |  |       |  |  |                                               |  |  |                                             |  |
| 1. Moritz Wilhelm, duca di Sassonia-Zeitz        |                                         | 11. Marie Eleonore von Jülich-Kleve-Berg      |                                                    |  |  |       |  |  |                                               |  |  |                                             |  |
|                                                  | 12. Johann III, duca di Sassonia-Weimar | 24. Johann Wilhelm, duca di Sassonia-Weimar   |                                                    |  |  |       |  |  |                                               |  |  |                                             |  |
|                                                  | 12. Johann III, duca di Sassonia-Weimar | 24. Johann Wilhelm, duca di Sassonia-Weimar   |                                                    |  |  |       |  |  |                                               |  |  |                                             |  |
|                                                  | 12. Johann III, duca di Sassonia-Weimar | 25. Dorothea Susanne von der Pfalz-Simmern    |                                                    |  |  |       |  |  |                                               |  |  |                                             |  |
| 6. Wilhelm, duca di Sassonia-Weimar              | 12. Johann III, duca di Sassonia-Weimar |                                               |                                                    |  |  |       |  |  |                                               |  |  |                                             |  |
|                                                  |                                         | 13. Dorothea Maria von Anhalt                 | 26. Joachim Ernst, principe di Anhalt              |  |  |       |  |  |                                               |  |  |                                             |  |
|                                                  |                                         | 13. Dorothea Maria von Anhalt                 | 26. Joachim Ernst, principe di Anhalt              |  |  |       |  |  |                                               |  |  |                                             |  |
|                                                  |                                         | 13. Dorothea Maria von Anhalt                 | 27. Eleonore von Württemberg                       |  |  |       |  |  |                                               |  |  |                                             |  |
| 3. Dorothea Maria von Sachsen-Weimar             |                                         | 13. Dorothea Maria von Anhalt                 |                                                    |  |  |       |  |  |                                               |  |  |                                             |  |
|                                                  |                                         | 14. Johann Georg I, principe di Anhalt-Dessau | 28. Joachim Ernst, principe di Anhalt (= 26)       |  |  |       |  |  |                                               |  |  |                                             |  |
|                                                  |                                         | 14. Johann Georg I, principe di Anhalt-Dessau | 28. Joachim Ernst, principe di Anhalt (= 26)       |  |  |       |  |  |                                               |  |  |                                             |  |
|                                                  |                                         | 14. Johann Georg I, principe di Anhalt-Dessau | 29. Agnes von Barby-Mühlingen                      |  |  |       |  |  |                                               |  |  |                                             |  |
| 7. Eleonore Dorothea von Anhalt-Dessau           |                                         | 14. Johann Georg I, principe di Anhalt-Dessau |                                                    |  |  |       |  |  |                                               |  |  |                                             |  |
|                                                  |                                         | 15. Dorothea von Pfalz-Simmern                | 30. Johann Kasimir, conte palatino di Simmern      |  |  |       |  |  |                                               |  |  |                                             |  |
|                                                  |                                         | 15. Dorothea von Pfalz-Simmern                | 30. Johann Kasimir, conte palatino di Simmern      |  |  |       |  |  |                                               |  |  |                                             |  |
|                                                  |                                         | 15. Dorothea von Pfalz-Simmern                | 31. Elisabeth von Sachsen                          |  |  |       |  |  |                                               |  |  |                                             |  |
|                                                  |                                         | 15. Dorothea von Pfalz-Simmern                |                                                    |  |  |       |  |  |                                               |  |  |                                             |  |